# Sriramapuram
Sriramapuram es una ciudad y nagar Panchayat situada en el distrito de Dindigul en el estado de Tamil Nadu (India). Su población es de 10653 habitantes (2011). Se encuentra a 21 km de Dindigul y a 64 km de Madurai.

## Demografía
Según el censo de 2011 la población de Sriramapuram era de 10653 habitantes, de los cuales 5314 eran hombres y 5339 eran mujeres. Sriramapuram tiene una tasa media de alfabetización del 70,25%, inferior a la media estatal del 80,09%: la alfabetización masculina es del 79,99%, y la alfabetización femenina del 60,55%.